# Harvard (Massachusetts)
Harvard és una població dels Estats Units a l'estat de Massachusetts. Segons el cens del 2000 tenia 5.981 habitants.

## Demografia
Segons el cens del 2000, Harvard tenia 5.981 habitants, 1.809 habitatges, i 1.494 famílies. La densitat de població era de 87,6 habitants/km².
Dels 1.809 habitatges en un 44,7% hi vivien nens de menys de 18 anys, en un 73,4% hi vivien parelles casades, en un 6,9% dones solteres, i en un 17,4% no eren unitats familiars. En el 14,3% dels habitatges hi vivien persones soles el 4,3% de les quals corresponia a persones de 65 anys o més que vivien soles. El nombre mitjà de persones vivint en cada habitatge era de 2,86 i el nombre mitjà de persones que vivien en cada família era de 3,18.
Per edats la població es repartia de la següent manera: un 26,6% tenia menys de 18 anys, un 4% entre 18 i 24, un 29,5% entre 25 i 44, un 32,3% de 45 a 60 i un 7,6% 65 anys o més.
L'edat mediana era de 41 anys. Per cada 100 dones de 18 o més anys hi havia 133,6 homes.
La renda mediana per habitatge era de 107.934 $ i la renda mediana per família de 119.352$. Els homes tenien una renda mediana de 90.937 $ mentre que les dones 49.318$. La renda per capita de la població era de 40.867$. Entorn del 0,5% de les famílies i el 2% de la població estaven per davall del llindar de pobresa.